# Boeberastrum
Boeberastrum é um género botânico pertencente à família Asteraceae.